# Záříčí u Mladé Vožice
Záříčí u Mladé Vožice (německy Sarschitz) je malá vesnice, část obce Šebířov v okrese Tábor v Jihočeském kraji. Nachází se asi 2,5 kilometru západně od Šebířova. Záříčí u Mladé Vožice je také název katastrálního území o rozloze 2,9 km². V katastrálním území Záříčí u Mladé Vožice leží i Popovice.

## Historie
První písemná zmínka o vesnici pochází z roku 1318.

## Obyvatelstvo
| Rok            | 1869 | 1880 | 1890 | 1900 | 1910 | 1921 | 1930 | 1950 | 1961 | 1970 | 1980 | 1991 | 2001 | 2011 | 2021 |
| -------------- | ---- | ---- | ---- | ---- | ---- | ---- | ---- | ---- | ---- | ---- | ---- | ---- | ---- | ---- | ---- |
| Počet obyvatel | 175  | 163  | 153  | 158  | 141  | 141  | 118  | 93   | 88   | 64   | 49   | 48   | 23   | 22   | 35   |
| Počet domů     | 24   | 23   | 25   | 25   | 23   | 23   | 23   | 23   | 20   | 21   | 18   | 24   | 23   | 23   | 22   |

## Obecní správa
Při sčítání lidu v letech 1850–1929 Záříčí u Mladé Vožice bylo osadou obce Šebířov v okrese Tábor. V letech 1930–1963 bylo samostatnou obcí, se kterým patřilo nejprve do okresu Tábor, ale v roce 1950 v okrese Votice. Od roku 1964 je opět částí obce Šebířov v okrese Tábor. V letech 1930–1963 k obci patřily Popovice a Vosná.

## Pamětihodnosti
- Výklenková kaplička Panny Marie Sedmibolestné
- Venkovská usedlost čp. 6